# Ursula Hegi
Ursula Hegi (ur. 23 maja 1946 w Düsseldorfie) – amerykańska pisarka niemieckiego pochodzenia. Ważnym elementem jej twórczości jest konflikt dotyczący tożsamości kulturowej. Będąc Niemką, mierzy się z negatywnym dziedzictwem swego narodu, rozpoczęciem II wojny światowej oraz odpowiedzialnością za Zagładę Żydów.

## Życiorys
Urodziła się w Düsseldorfie jako córka Heinricha i Johanny (z domu Mass) Kochów. Matka zmarła, gdy Ursula miała 13 lat. W 1964 wyjechała z Niemiec. W 1965 zamieszkała w Stanach Zjednoczonych, dwa lata później wyszła za mąż za Ernesta Hegi (rozwiedli się w 1984) i w tym samym roku uzyskała amerykańskie obywatelstwo. W 1979 ukończyła studia na Uniwersytecie New Hampshire z tytułem licencjata i magistra. W 1984 została wykładowczynią w Eastern Washington University w Cheney w stanie Waszyngton, gdzie uczyła literatury współczesnej i literackiego pisania.

## Twórczość
Dorastając w mieście, które było silnie bombardowane podczas II wojny światowej, niewiele wiedziała o tym konflikcie zbrojnym, w domu i w szkole o wojnie nie rozmawiano, a Holokaust był tematem tabu. W czasach studenckich odczuwała wstyd, że większość Amerykanów wiedziała o Holokauście więcej niż ona. Uzyskawszy grant badawczy, wykorzystała go na wyjazd do Niemiec w połowie lat 80., gdzie starała się zrozumieć niechęć Niemców do powracania pamięcią do lat wojennych. Owocem trzytygodniowej podróży po kraju dzieciństwa były trzy powieści o losach mieszkańców fikcyjnego niemieckiego miasteczka Burgdorf: Floating in My Mother’s Palm (1991), Stones From the River (Kamienie z dna rzeki) (1994) i The Vision of Emma Blau (2000). W swojej twórczości mierzy się z negatywnym dziedzictwem swego narodu, rozpoczęciem II wojny światowej oraz odpowiedzialnością za Zagładę Żydów.
W powieści Kamienie z dna rzeki bohaterką jest karlica Trudi Montag, mieszkanka Burgdorf. Akcja powieści obejmuje lata 1915–1952. Oczami Trudi Montag czytelnik obserwuje różnorodne postawy Niemców wobec narastającego nazizmu. W 1997 Oprah Winfrey wybrała ją do swego klubu czytelniczego, co sprawiło, że sprzedaż książki przekroczyła 1 milion egzemplarzy. Kamienie z dna rzeki były nominowane do nagrody PEN/Faulkner, znalazły się na listach bestsellerów.

## Dzieła
Zestawienie zostało opracowane na podstawie źródeł:
Powieści
- Intrusions (1981)
- Floating in My Mother’s Palm (1990)
- Stones from the River (pl. Kamienie z dna rzeki, Wydawnictwo Pruszyński i Ska, 1999, ISBN:83-7255-265-7) (1994)
- Salt Dancers (1995)
- The Vision of Emma Blau (2000)
- Sacred Time (2003)
- The Worst Thing I’ve Done (2007)
- Children and Fire (2011)
- The Patron Saint of Pregnant Girls (2020)

Zbiory opowiadań
- Unearned Pleasures and Other Stories (1988)
- Hotel of the Saints (2001)

Powieść dla dzieci
- Trudi & Pia (2003), z ilustracjami Gisele Potter,

Zbiór esejów
- Tearing the Silence: On Being German in America (1998)